# Нуркенова, Майра Балтабеккызы
Майра Балтабеккызы Нуркенова (каз. Майра Балтабекқызы Нүркенова; 7 ноября 1957, Чуйский район, Джамбулская область, КазССР, СССР) — советская и казахская эстрадная певица, заслуженный деятель Казахстана (2007).

## Биография
Родилась 7 ноября 1957 года в селе Конаев Шуского района Жамбылской области.
В 1977 году Алма-Атинское республиканское училище эстрадного циркового искусства по классу вокала, и в 1982 году Казахский государственный женский педагогический университет.
С 1983 по 2000 год — артистка Республиканского молодежного эстрадного ансамбля «Гульдер».
С 2001 по 2007 год — певица Президентского центра культуры в Астане.
С 2007 по 2015 год — солистка Государственной филармонии г. Астаны.

## Творчество

### Избранные песни
- каз. «Кездесейік» (муз: Б. Далденбаев, сл: Е. Багаев)
- каз. «Егіз лебіз» (муз: Ж. Кыдырали, сл: И. Сапарбай)
- каз. «Отырардағы той» (муз: Ш. Калдаяков, сл: С. Асанов)
- каз. «Алыстап кетті сол күндер» (муз: Ш. Алдибекулы, сл: Х. Кожахмет)

## Награды
- 1982 — Лауреат Всесоюзного конкурса «Новые имена» (Москва)
- 1990 — Лауреат Международного фестиваля Песни (Швейцария)
- 2007 — Қазақстанның еңбек сіңірген қайраткері (Заслуженный деятель Казахстана) — за большой вклад в развитие эстрадного искусства.[1]